# Боровичская волость (Псковская губерния)
Боровичская волость — административно-территориальная единица в составе Порховского уезда Псковской губернии РСФСР в 1924 — 1927 годах. Центром была деревня Боровичи.
В рамках укрупнения дореволюционных волостей губернии, Боровичская волость была образована в соответствии с декретом ВЦИК от 10 апреля 1924 года из упразднённых из Богородицкой и Сухловской волостей и разделена на сельсоветы: Березовский, Горушинский, Хохлогорский, Чубаревский сельсоветы. В начале 1927 года образованы Боровичский и Козловичский сельсоветы, а в июле того же года — Любовецкий сельсовет.
В рамках ликвидации прежней системы административно-территориального деления РСФСР (волостей, уездов и губерний), Боровичская волость была упразднена в соответствии с Постановлением Президиума ВЦИК от 1 августа 1927 года, а Горушинский сельсовет включен в состав Дновского района Псковского округа Ленинградской области; Козловичский сельсовет — в состав Солецкого района Новгородского округа Ленинградской области; остальные сельсоветы — в состав Порховского района Псковского округа Ленинградской области.